# Vištuk
Vištuk je obec na Slovensku v okrese Pezinok. Nachází se v Trnavské pahorkatině, na východní straně Malých Karpat. Žije v něm přibližně 1 400 obyvatel.

## Historie
Okolí Vištuku bylo osídleno již v neolitu a z lokality pochází také nálezy z římského období. První písemná zmínka o vesnici pochází z roku 1244. Obsahovala ji nedochovaná listina uherského krále Bély IV.
Vesnice patřila k panství hradu Červený Kameň.

## Pamětihodnosti
Ve vsi stojí římskokatolický farní kostel Nejsvětější Trojice z let 1797–1800 a kaplička z konce 19. století, zasvěcená svaté Anně a postavená na místě starého kostelíka svatého Jiljí. Nachází se zde i řada křížů a soch.